# Serratula monardii var. algarbiensis
Serratula monardii subsp. algarbiensis é uma variedade de planta com flor pertencente à família Asteraceae. 
A autoridade científica da variedade é Cantó, tendo sido publicada em Lazaroa 6: 60. 1985.

## Portugal
Trata-se de uma variedade presente no território português, nomeadamente em Portugal Continental.
Em termos de naturalidade é endémica da região atrás referida.

## Protecção
Não se encontra protegida por legislação portuguesa ou da Comunidade Europeia.